# IL15RA
IL15RA (англ. Interleukin 15 receptor subunit alpha) – білок, який кодується однойменним геном, розташованим у людей на короткому плечі 10-ї хромосоми. Довжина поліпептидного ланцюга білка становить 267 амінокислот, а молекулярна маса — 28 233.
| 10         |  | 20         |  | 30         |  | 40         |  | 50         |
| ---------- |  | ---------- |  | ---------- |  | ---------- |  | ---------- |
| MAPRRARGCR |  | TLGLPALLLL |  | LLLRPPATRG |  | ITCPPPMSVE |  | HADIWVKSYS |
| LYSRERYICN |  | SGFKRKAGTS |  | SLTECVLNKA |  | TNVAHWTTPS |  | LKCIRDPALV |
| HQRPAPPSTV |  | TTAGVTPQPE |  | SLSPSGKEPA |  | ASSPSSNNTA |  | ATTAAIVPGS |
| QLMPSKSPST |  | GTTEISSHES |  | SHGTPSQTTA |  | KNWELTASAS |  | HQPPGVYPQG |
| HSDTTVAIST |  | STVLLCGLSA |  | VSLLACYLKS |  | RQTPPLASVE |  | MEAMEALPVT |
| WGTSSRDEDL |  | ENCSHHL    |  |            |  |            |  |            |

A: Аланін

C: Цистеїн

D: Аспарагінова кислота

E: Глутамінова кислота

F: Фенілаланін

G: Гліцин

H: Гістидин

I: Ізолейцин

K: Лізин

L: Лейцин

M: Метіонін

N: Аспарагін

P: Пролін

Q: Глутамін

R: Аргінін

S: Серин

T: Треонін

V: Валін

W: Триптофан

Кодований геном білок за функціями належить до рецепторів, фосфопротеїнів. 
Задіяний у такому біологічному процесі, як альтернативний сплайсинг. 
Локалізований у ядрі, мембрані, ендоплазматичному ретикулумі, цитоплазматичних везикулах, апараті гольджі.
Також секретований назовні.